# شرلی میچل
شرلی میچل (انگلیسی: Shirley Mitchell؛ ۴ نوامبر ۱۹۱۹ – ۱۱ نوامبر ۲۰۱۳) یک هنرپیشه اهل ایالات متحده آمریکا بود. 
از فیلم‌ها یا برنامه‌های تلویزیونی که وی در آن نقش داشته‌است می‌توان به عاشقتم لوسی و کسب‌وکار بزرگ اشاره کرد.